# Xystrota volucrata
Xystrota volucrata är en fjärilsart som beskrevs av George Duryea Hulst 1887. Xystrota volucrata ingår i släktet Xystrota och familjen mätare. Inga underarter finns listade i Catalogue of Life.